# Villadia misera
Villadia misera är en fetbladsväxtart som först beskrevs av John Lindley, och fick sitt nu gällande namn av Robert Theodore Clausen. Villadia misera ingår i släktet Villadia och familjen fetbladsväxter. Inga underarter finns listade i Catalogue of Life.